# Mesostenus americanus
Mesostenus americanus là một loài tò vò trong họ Ichneumonidae.